# Episodi di Regina del Sud (seconda stagione)
La seconda stagione della serie televisiva Regina del Sud è stata trasmessa negli Stati Uniti dal canale USA Network dall'8 giugno al 31 agosto 2017.
In Italia, la stagione è stata interamente pubblicata il 31 maggio 2018 su Netflix.
| n° | Titolo originale          | Titolo italiano            | Prima TV USA   | Pubblicazione Italia |
| -- | ------------------------- | -------------------------- | -------------- | -------------------- |
| 1  | El Cuerpo de Cristo       | Il corpo di Cristo         | 8 giugno 2017  | 31 maggio 2018       |
| 2  | Dios y el Abogado         | Dio e l'avvocato           | 15 giugno 2017 | 31 maggio 2018       |
| 3  | Un Pacto Con el Diablo    | Un patto con il diavolo    | 22 giugno 2017 | 31 maggio 2018       |
| 4  | El Beso de Judas          | Il bacio di Giuda          | 29 giugno 2017 | 31 maggio 2018       |
| 5  | El Nacimiento de Bolivia  | Viaggio in Bolivia         | 6 luglio 2017  | 31 maggio 2018       |
| 6  | El Camino de la Muerte    | Il cammino della morte     | 13 luglio 2017 | 31 maggio 2018       |
| 7  | El Precio de la Fe        | Il prezzo della fede       | 20 luglio 2017 | 31 maggio 2018       |
| 8  | Sacar Con Sifón el Mar    | Impresa disperata          | 27 luglio 2017 | 31 maggio 2018       |
| 9  | Sólo el Amor de Una Madre | Solo l'amore di una madre  | 3 agosto 2017  | 31 maggio 2018       |
| 10 | Que Manden los Payasos    | Mandate i pagliacci        | 10 agosto 2017 | 31 maggio 2018       |
| 11 | La Noche Oscura del Alma  | La notte oscura dell'anima | 17 agosto 2017 | 31 maggio 2018       |
| 12 | Todas las Horas Hieren    | Tutte le ore fanno male    | 24 agosto 2017 | 31 maggio 2018       |
| 13 | La Última Hora Mata       | L'ultima ora uccide        | 31 agosto 2017 | 31 maggio 2018       |